# Маравка
Маравка — река в России, протекает в Некоузском районе Ярославской области; правый приток реки Катка.
Есть сравнительно крупный приток справа.
Сельские населённые пункты около реки: Яксаево, Соломеино, Щелпово, Григорево, Комарово, Новинки, Ковезино; напротив устья — Галицыно.